# Tinne Oltmans
Tinne Oltmans (Wilrijk, 28 oktober 1992) is een Vlaamse actrice, danseres en zangeres. Oltmans werd bekend door haar rol als Mila Santiago in de jeugdserie Ghost Rockers, als Stip-It Ambassadrice en als Lisa Calmyn in Lisa. In 2017 deed ze ook mee aan de wedstrijd Steracteur Sterartiest. Ze geraakte hierbij tot in de finale. Van 2020 tot 2022 speelde ze de hoofdrol van Sophie in de Vlaamse musical Mamma Mia!.
Oltmans is de dochter van een Nederlandse vader en een Belgische moeder.

## Carrière
Op jonge leeftijd speelde Oltmans de rol van Marta in The Sound of Music, waarop ze besloot om woordkunst-drama te volgen aan het H. Pius X-instituut in Antwerpen. Later studeerde ze musicaltheater aan de Fontys Hogeschool voor de Kunsten in Tilburg.
Oltmans werd bekend door de Studio 100-jeugdserie Ghost Rockers, waarin zij de rol van Mila Santiago speelde. Via Jolijn Henneman, die in het Studio 100-kinderprogramma Prinsessia de rol van prinses Linde speelde, had ze te horen gekregen dat het productiehuis audities hield voor een nieuwe jeugdserie. Oltmans was ook jarenlang de frontzangeres van de gelijknamige muziekgroep, die vier albums uitbracht. In december 2016 was ze te zien in de Ghost Rockers-film Ghost Rockers - Voor altijd?. Ook in de twee theatershows van Ghost Rockers vertolkte ze de rol van Mila Santiago. Oltmans begon als een van de tien kandidaten in het muziektalentenjachtprogramma Steracteur Sterartiest in 2017 en werd in de finale tweede.
Op 24 augustus 2020 bracht ze haar eerste single 'Verdrijf me' uit. Op 5 maart 2021 loste ze haar tweede single "Op een dag". Dit is de themasong van de telenovelle Lisa. Op 3 februari 2022 bracht ze haar derde single uit "voel wat ik voel". Op 24 augustus 2022 bracht ze haar vierde single uit "Wat Je Doet Met Mij". Op 17 mei 2023 bracht ze haar vijfde single uit "Feestje in m'n hoofd" 
Oltmans vertolkte van 25 januari 2021 tot 21 oktober 2023 de rol van Lisa in de VTM-reeks Lisa. Lisa is een verlegen meisje dat het wil maken in de reclamewereld.

## Filmografie

### Televisie
| Jaar        | Programma                  | Personage      | Extra info                                           |
| ----------- | -------------------------- | -------------- | ---------------------------------------------------- |
| 2014 - 2017 | Ghost Rockers              | Mila Santiago  | Hoofdrol                                             |
| 2017        | Steracteur Sterartiest     | zichzelf       | Finalist                                             |
| 2017        | De Dokter Bea Show         | zichzelf       |                                                      |
| 2017        | Grappenmakers BE/NL        | zichzelf       |                                                      |
| 2019        | De Slimste Mens ter Wereld | zichzelf       | 2 afleveringen                                       |
| 2020        | De zomer van               | zichzelf       |                                                      |
| 2021 - 2023 | Lisa                       | Lisa Calmyn    | Hoofdrol                                             |
| 2022        | The Masked Singer          | zichzelf       | Gastspeurder aflevering 8                            |
| 2022        | Couples Therapy            | zichzelf       | Gastrol aflevering 10                                |
| 2022        | De Kotmadam                | Kaatje Pauwels | Gastrol aflevering 7 Rode Neuzen (opgenomen in 2018) |

### Film
| Jaar | Film                                | Personage             |
| ---- | ----------------------------------- | --------------------- |
| 2016 | Ghost Rockers - Voor altijd?        | Mila Santiago         |
| 2016 | Sing                                | Stekelvarken (stem)   |
| 2017 | Beauty and the Beast                | Belle (stem & zang)   |
| 2017 | Sinterklaas en het gouden hoefijzer | Tess (stem)           |
| 2017 | Ferdinand                           | Una (stem)            |
| 2018 | De kleine heks                      | De kleine heks (stem) |
| 2018 | Ralph Breaks the Internet           | Belle (stem)          |
| 2019 | Uglydolls                           | Moxy (stem & zang)    |
| 2019 | Misfit 2                            | Babette               |
| 2020 | Misfit 3                            | Babette               |
| 2023 | Trolls 3 In Harmonie                | Viva (stem & zang)    |

### Musical
| Jaar | Musical                            | Personage    |
| ---- | ---------------------------------- | ------------ |
| 2003 | The Sound of Music                 | Martha       |
| 2018 | Doornroosje, de sprookjemusical    | Doornroosje  |
| 2018 | Zoo of Life                        | juf Ellen    |
| 2018 | Er was eens... De sprookjesmusical | Doornroosje  |
| 2020 | Mamma Mia                          | Sophie       |
| 2024 | Grease                             | Sandy Olsson |

## Discografie

### Albums
| Album met hitnotering(en) in de Vlaamse Ultratop 200 albums | Datum van verschijnen | Datum van binnenkomst | Hoogste positie | Aantal weken | Opmerkingen |
| ----------------------------------------------------------- | --------------------- | --------------------- | --------------- | ------------ | ----------- |
| Ghost Rockers                                               | 30-01-2015            | 07-02-2015            | 1               | 120          |             |
| De Beat                                                     | 05-02-2016            | 13-02-2016            | 4               | 65           |             |
| Voor altijd?                                                | 27-01-2017            | 28-01-2017            | 2               | 29           |             |
| De finale                                                   | 01-12-2017            | 09-12-2017            | 8               | 14           |             |

### Singles
| Single met hitnotering(en) in de Vlaamse Ultratop 50 | Datum van verschijnen | Datum van binnenkomst | Hoogste positie | Aantal weken | Opmerkingen                          |
| ---------------------------------------------------- | --------------------- | --------------------- | --------------- | ------------ | ------------------------------------ |
| Ghost Rockers                                        | 2014                  | 31-01-2015            |                 |              | Ghost Rockers                        |
| Billy                                                | 2015                  | 25-07-2015            |                 |              | Ghost Rockers                        |
| Alles is stil                                        | 2015                  | 10-10-2015            |                 |              | Ghost Rockers                        |
| De beat                                              | 2015                  | 12-12-2015            |                 |              | Ghost Rockers                        |
| De film van ons leven                                | 2016                  | 16-07-2016            |                 |              | Ghost Rockers                        |
| Feestje                                              | 2016                  | 02-09-2016            |                 |              | Ghost Rockers                        |
| Alles                                                | 2017                  | 14-01-2017            |                 |              | Ghost Rockers                        |
| Jij bent mijn aardbei                                | 2017                  | 01-09-2017            |                 |              | Ghost Rockers                        |
| Spoorloos                                            | 2017                  | 26-11-2017            |                 |              | Ghost Rockers                        |
| Je kan mij altijd vinden in je hart                  | 2017                  | 31-03-2017            |                 |              | voor De Smurfen en het verlaten dorp |
| Stip na stip                                         | 2018                  | 04-01-2018            |                 |              | voor de Move tegen Pesten            |
| Alles vergeten                                       | 2019                  | 31-05-2019            |                 |              | Ghost Rockers                        |
| Verdrijf me                                          | 2020                  | 29-08-2020            | tip 6           | -            | Nr. 7 in de Vlaamse Top 50           |
| Op een dag                                           | 2021                  | 20-03-2021            | tip 2           | -            | Nr. 6 in de Vlaamse Top 50           |
| Voel wat ik voel                                     | 2022                  |                       |                 |              |                                      |
| Wat je doet met mij                                  | 2022                  |                       |                 |              |                                      |
| Feestje in m'n hoofd                                 | 2023                  |                       |                 |              |                                      |